# Konrad Srzednicki

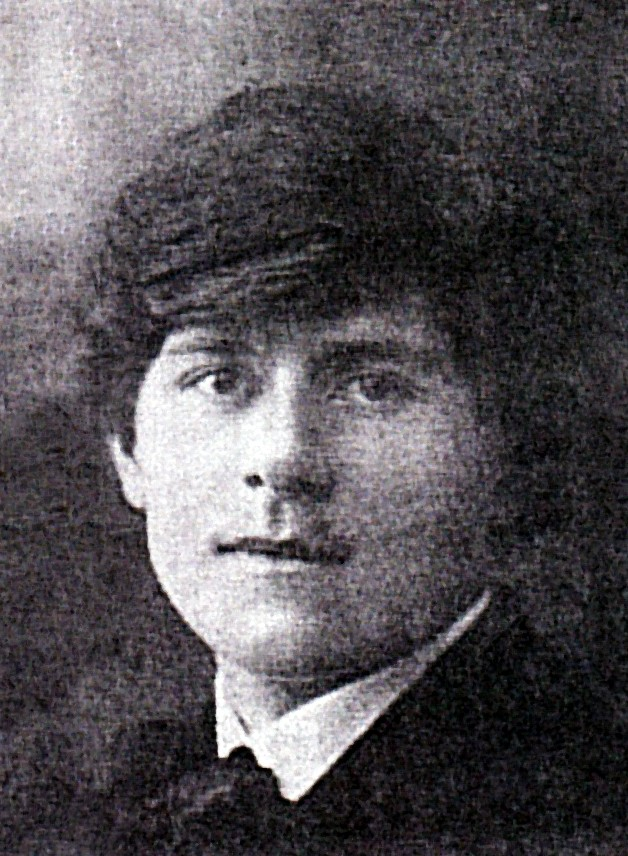
Konrad Srzednicki, 1914

Konrad Srzednicki (* 1. November 1894 in Wysokie Mazowieckie, Polen; † 8. April 1993 in Krakau) war ein polnischer Maler und Grafiker.

## Leben
Konrad Srzednicki studierte von 1921 bis 1924 an der privaten Hochschule für Malerei und Zeichnung Krzyzanowski in Warschau. Von 1924 bis 1930 besuchte er die Akademie der Bildenden Künste Warschau, wo er im Jahr 1936 seinen Hochschulabschluss in Malerei erlangte.
An der Akademie in Warschau war er in den Jahren 1929 bis 1939 Assistent in der Abteilung für Grafische Gestaltung. Ab 1939 lehrte er als Professor für Grafik an der Akademie der Bildenden Künste Krakau, wo er von 1951 bis 1952 zum Rektor berufen wurde.
1931 schloss er sich der Künstlergruppe „Ryt“ (Stowarzyszenie Polskich Artystów Grafików) an. Von 1952 bis 1960 war er Mitglied der „Grupa 9 Grafików“. 1965 erhielt er die Ehrenmitgliedschaft der Accademia di Belle Arti in Florenz.

## Werk
Srzednicki praktizierte Malerei und Druckgrafik. Seine Ansichten von Krakau setzte er mit Lithographie, Metalltechnik und seltener mit Holzschnitt um. Mit Ölfarben schuf er figurative Kompositionen, Landschaften und Stillleben. Seine Zeichnungen sind von poetischer Interpretation der Natur geprägt, die häufig religiöse Zitate verwendete.
Auswahl:
| | |
| - Jachty, 1947 - Przez Mostek, 1962 - Juwenalia, 1963 - Knight – Rhapsodist, 1963 - Konie Św. Marka, 1963 - Lunatycy, 1963 - Orneta, 1964 | - Walcownia, 1964 - Reda, 1968 - Kiełbie We Łbie, 1971 - Ekspert Selekcjoner, 1972 - Już Wychodzę, 1973 - Kuglarz Ii, 1980 - Spóźnione Zaloty, 1980 |

## Auszeichnungen
- Erster Preis auf der „Internationalen Ausstellung Kunst und Technik“, Paris 1937
- Preis auf der „Weltausstellung für Graphic Arts“, London 1962
- Preis der ersten „Internationalen Biennale für Grafik-Design“, Krakau 1966
- Goldmedaille auf dem dritten „Internationalen Salon der Schönen Künste“, Vitória (Brasilien) 1968
- Preis der „Internationalen Biennale für Grafik-Design“, Florenz 1968